# 弗拉格斯普林 (密蘇里州)
弗拉格斯普林（英語：Flag Spring）是位於美國密蘇里州費爾普斯縣的非建制地區。

## 地理
弗拉格斯普林所處的海拔為高於海平面320米（即1050英呎），而該地所採用的時區為UTC-6，即北美中部時區（CST）。同時該地設有夏令時間，為UTC-6調快一小時，即UTC-5（CDT）。